# Alticola macrotis
Alticola macrotis là một loài động vật có vú trong họ Cricetidae, bộ Gặm nhấm. Loài này được Radde mô tả năm 1862.